# Ann-Kathrin Hinz
Ann-Kathrin Hinz (* 1993 in Bogen) ist eine deutsche Schauspielerin.

## Leben
Ann-Kathrin Hinz wurde 1993 in der bayerischen Stadt Bogen geboren und ist später in der Hansestadt Kiel aufgewachsen. Sie studierte von 2012 bis 2015 Schauspiel an der Schule für Schauspiel Hamburg und sammelte in der Stadt erste Bühnenerfahrungen in den Hamburger Kammerspielen und im Nachtasyl des Thalia Theaters. Nach dem Studium gastierte sie auf unterschiedlichen Bühnen. So spielte sie Gretchen in Goethes Faust in Tübingen, in Die drei ??? Kids am Westfälischen Landestheater und diverse Rollen am Theater Dortmund. Ihr Gastspiel am Jungen Theater Münster ermöglichte ihr einen Auftritt beim Internationalen Theaterfestival in Sri Lanka mit dem Stück oOPiCAsSOo.
Im März 2025 übernahm Ann-Kathrin Hinz zum ersten Mal die Rolle der KTU-Mitarbeiterin Rabea Sharif im Dortmunder Tatortteam.

## Filmografie
- 2024: Maifeld (Kurzfilm)
- seit 2025: Tatort (Fernsehreihe)
  - 2025: Abstellgleis
  - 2025: Feuer